# تيد ريد
تيد ريد (بالإنجليزية: Ted Reed)‏ هو لاعب كرة قاعدة أمريكي، ولد في 18 أكتوبر 1890 في بيفر في الولايات المتحدة، وتوفي بنفس المكان في 16 فبراير 1959.

## وصلات خارجية
- تيد ريد على موقعبيزبول رفرنس.كوم (الدوري الرئيسي) (الإنجليزية)
- تيد ريد على موقعبيزبول رفرنس.كوم (الدوري الثانوي) (الإنجليزية)